# Qaramahmudlu
Qaramahmudlu è un comune dell'Azerbaigian situato nel distretto di Kürdəmir.